# Приветное (Гайсинский район)
Приве́тное (укр. Привітне; до 2023 года — Ле́нинка) — посёлок, входит в Гайсинский район Винницкой области Украины.
Население по переписи 2001 года составляло 27 человек. Почтовый индекс — 23842. Телефонный код — 4353. Занимает площадь 0,04 км². Код КОАТУУ — 523786902.

## Местный совет
23842, Вінницька обл., Теплицький р-н, с. Сокиряни, вул. Перемоги, 20